# Oleg Strashnov
Oleg Strashnov — плавучий кран великої вантажопідйомності, основною сферою застосування якого стала офшорна вітрова електроенергетика та нафтогазова галузь.

## Характеристики
Судно спорудили у 2011 році на нідерландській верфі IHC Merwede offshore & Marine Krimpen Shipyard у Krimpen aan de IJssel (провінція Південна Голландія). Замовником виступила компанія Seaway Heavy Lifting, яка з 2017-го знаходиться у 100 % власності британської Subsea 7.
На Oleg Strashnov встановлене кранове обладнання вантажопідйомністю 5000 тонн з максимальною висотою підйому над поверхнею води 102 метри. Робоча палуба має площу 3700 м2 та призначена для розміщення до 8500 тонн вантажу.
Шість головних двигунів Oleg Strashnov мають потужність по 4,5 МВт. Пересування до місця виконання робіт здійснюється з швидкістю 14 вузлів, а точність встановлення забезпечується системою динамічного позиціонування DP3.
На борту можливе розміщення 220 осіб. Для доставки персоналу та вантажів наявний гелікоптерний майданчик, який розрахований на прийом машин класу S-961 та S-92.
Судно споруджувалось з урахуванням можливого майбутнього дообладнання для здійснення операцій з прокладання офшорних турбопроводів.

## Завдання судна

### Офшорна вітроенергетика

#### Спорудження вітрових електростанцій
2011-го року судно провело більшість фундаментних робіт на ВЕС Шерингем-Шоал біля узбережжя Норфолку. Спершу це завдання доручили іншому плавучому крану великої вантажопідйомності Svanen, проте останній встановив лише 24 із 90 монопаль та 19 перехідних елементів, після чого був змушений полишити будівельний район через невідповідність погодним умовам. Що стосується Oleg Strashnov, то він крім фундаментів змонтував надбудови двох офшорних трансформаторних підстанцій, кожна з яких важила 800 тонн.
В 2012-му Oleg Strashnov виконав роботи зі спорудження фундаментів для 30 вітрових агрегатів на ВЕС Рифгат (німецький сектор Північного моря біля острова Боркум). Кожен з них складався із монопалі вагою до 748 тонн та перехідного елементу вагою 207 тонн. Тоді ж судно встановило ґратчасту опорну основу («джекет») офшорної трансформаторної підстанції, а через рік провело монтаж на неї надбудови з обладнанням («топсайду»).
У травні 2013-го кран викликали на німецьку ВЕС Мервінд, яка споруджувалась біля острова Гельголанд. Тут самопідіймальне судно Seajacks Leviathan монтувало на монопалі перехідні елементи, проте в певний момент через погані погодні умови його замінили плавучим краном. Втім, основним завданням останнього на цій вітровій електростанції стало  встановлення ґратчастої опорної основи («джекету») та надбудови з обладнанням («топсайду») трансформаторної підстанції, при цьому «топсайд» мав вагу 3300 тонн. Одразу після цього Oleg Strashnov спорудив підстанцію на іншій німецькій північноморській ВЕС Тріанель-Боркум (північніше острова Боркум). А влітку кран встановив «джекет» та «топсайд» аналогічного об'єкту на третій за рік німецькій ВЕС DanTysk (Північне море на захід від острова Зильт).
В 2016 році на ВЕС Даджен (Північне море біля узбережжя Норфолку) Oleg Strashnov спорудив фундаменти майбутніх вітроагрегатів у складі монопалі вагою від 800 до 1200 тонн та перехідного елементу, що слугує опорою для башти. Він же змонтував надбудову з обладнанням трансформаторної підстанції (її опорну основу до того встановив Stanislav Yudin).
У серпні 2016-го Oleg Strashnov встановиви «джекет» вагою 1300 тонн та «топсайд» вагою 1150 тонн першої підстанції на британській ВЕС Race Bank (Північне море біля узбережжя Норфолку та Лінкольнширу). А у березні наступного року він же розпочав монтаж другого об'єкту, «топсайд» якого важив 2900 тонн.
У квітні 2017-го кран спорудив дві підстанції на третій черзі ВЕС Уолні (Ірландське море біля узбережжя Камбрії). Їхні «джекети» важили по 1500, а «топсайди» по 2500 тонн.
Нарешті, у травні все того ж року судно здійснило монтаж опорної основи та надбудови трансформаторної підстанції на британській північноморській ВЕС Галлопер біля узбережжя Саффолку.
Іншим завданням 2017 року у галузі вітроенергетики для Oleg Strashnov було спорудження у Балтійському морі офшорної трансформаторної підстанції Andalusia, котра входитиме до складу розташованої між островами Рюген та Борнгольм ВЕС Вікінгер. Тут він встановив «джекет», який закріпило палями судно Giant 7, після чого змонтував на нього «топсайд» із двох частин.
У тому ж районі кран спорудив палі для майбутньої опорної основи трансформаторної підстанції ВЕС Аркона.

#### Офшорні станції HVDC
Весною 2013 року в німецькому секторі Північного моря кран взяв участь у спорудженні офшорної платформи HelWin alpha, яка призначена для збору електроенергії з ВЕС та подачі її на суходіл через лінію постійного струму високої напруги. Для встановлення цієї плавучої самопідіймальної конструкції він спорудив шість паль довжиною 62 метри та діаметром 3,2 метра, котрі заглиблювались під дно на 53 метри. Також судно виконало роботи по встановленню кабельної вежі, яку закріпили чотирма палями довжиною 96 метрів, котрі заглиблювались під дно на 66 метрів. Вага паль складала від 200 до 230 тонн, тоді як вежа мала показник у 1193 тонни.
А в червні того ж року кран задіяли на спорудженні іншої вузлової платформи BorWin beta. Її «топсайд» так само виконали у вигляді плавучої конструкції, для якої Oleg Strashnov опустив на дно опорну плиту вагою 2700 тонн. Останню закріпили шістьма сталевими палями довжиною по 83,5 метра, які заглибили на 50 метрів під морське дно.
У середині 2014-го Oleg Strashnov спорудив опорну основу («джекет») для третьої в своїй історії вузлової трансформаторної платформи SylWin alpha. Доставлена на баржі Eide-33 основна конструкція вагою 5800 тонн перевищувала вантажопідйомність судна, тому додатково використовувались допоміжні плавучі буї. «Джекет» закріпили 9 палями вагою по 400 тонн, котрі мали довжину 105 метрів, діаметр 2,5 метра та заглиблювались під морське дно на 68 метрів.

#### Інші споруди
В 2013 році Oleg Strashnov змонтував перехідні елементи та башти двох метеорологічних постів у East Anglia Offshore Wind Zone (спершу була відома як Norfolk zone). Можливо відзначити, що перед тим монопалі встановив інший плавучий кран тієї ж компанії Stanislav Yudin.

### Нафтогазова галузь
У серпні 2011 року на британському північноморському родовищі Кліппер-Соуз кран змонтував надбудову («топсайд») вагою 2107 тонн на опорну основу, встановлену іншим судном компанії Stanislav Yudin.
Перший квартал 2012-го Oleg Strashnov провів у Аравійському морі, де виконав великий комплекс робіт (43 операції) для індійського нафтогазового родовища Mumbai High (спершу відоме як Bombay High). Серед палуб, встановлених краном на платформи, три найважчі мали показник у 3500, 3600 та 4000 тонн.
Влітку 2013-го Oleg Strashnov працював у нідерландському секторі Північного моря, де встановив на одразу три платформи у складі опорних основ та «топсайдів» — D18A-A (газове родовище Orca), Q13A-A (нафтове родовище Amstel) та L5A-D (газове родовище Sierra). Крім того, він змонтував компресорний модуль на платформу G17D-AP, яка обслуговувала однойменне газове родовище.
Осінню того ж року кран відвідав Перську затоку, де на найбільшому в світі катарському газовому родовищі Північне в межах проекту Barzan змонтував надбудови на трьох платформах для розміщення фонтанних арматур (WHP1, WHP2, WHP3), кожна з яких важила по 3000 тонн. Також був встановлений «топсайд» додаткової житлової платформи ALQ вагою 500 тонн.
В серпні 2014-го судно змонтувало надбудову платформи Ika JZ вагою 555 тон на газовому родовищі Іка-Південно-Західне в хорватському секторі Адріатичного моря (її "джекет" встановив роком раніше плавучий кран Rambiz). У тому ж 2014-му році Oleg Strashnov працював на найбільшому данському нафтогазовому родовищі Тіра (Північне море), де провів роботи по заміні ряду компонентів платформ, вага яких коливалась від 112 до 434 тонн.
Взимку 2014/2015 років кран відвідав затоку Кампече, де на замовлення мексиканської державної компанії Pemex провів встановлення «топсайдів» трьох платформ — Kab-C, Tsimin-D та KU-B, а також опорної основи платформи Kuil-B. Остання важила найменше — 1430 тонн, тоді як «топсайди» мали цей показник у діапазоні від 1845 до 2800 тонн. Роботи проводились в районі з глибинами моря від 14 до 64 метрів в межах проекту розробки нафтового родовища Ku-Maloob-Zaap (KuMaZa). Після цього він змонтував надбудову платформи Ayatsil-D на ще одному мексиканському нафтовому родовищі Ayatsil. Вага цієї конструкції сягнула 3130 тонн.
В травні 2015-го кран повів операцію зі встановлення підводної компресорної станції на норвезькому нафтогазовому родовищі Південний Галлфакс (Північне море). Об'єкт вагою понад 500 тонн розмістили на глибині 137 метрів.
У серпні того ж року судно розпочало другий етап робіт на британському північноморському газовому родовищі Cygnus (введене в експлуатацію у 2016-му). Попереднього року тут працював кран тієї ж компанії Stanislav Yudin, який зокрема встановив опорні основи для процесингової (PU) та житлової (QU) платформ. Oleg Strashnov встановив на них «топсайди» (а на PU також змонтували компресорний модуль) і провів роботи зі спорудження платформи для розміщення фонтанних арматур BWP.
В середині 2010-х кран змонтував баштову споруду терміналу "Ворота Арктики", який ввели в дію в Обській губі Карського моря у 2016 році для вивозу нафти одного з родовищ Ямалу.
Наприкінці 2010-х судно залучили для облаштування гігантського родовища Зогр, що знаходиться у єгипетському секторі Середземного моря. Проект розробки включав встановлення за 65 км від узбережжя в районі з глибиною моря 85 метрів Центральної платформи управління, яка була споруджена у Александрії, після чого опорна основа (джекет) та надбудова з обладнанням (топсайд) вагою 2000 тон та 1750 тон відповідно були змонтовані Oleg Strashnov.